# Politicile etice neerlandeze
Politicile etice neerlandeze (Ethische Politiek) au fost politicile oficiale ale guvernului colonial neerlandez din Indonezia timp de patru decenii, din 1901 până la ocupația japoneză din 1942. În 1901, regina Țărilor de Jos, Wilhelmina, a anunțat că Țările de Jos trebuie să aibă o etică responsabilă față de coloniile sale, pentru bunăstarea pe care o oferă.